# Krzysztof (Emmausski)
Krzysztof, imię świeckie Fieodor Maksimowicz Emmausski (ur. 1795 w Emmausie, zm. 30 lipca?/11 sierpnia 1872) – rosyjski biskup prawosławny.

## Życiorys
Był synem kapłana prawosławnego. W wieku dziewięciu lat stracił ojca i odtąd wychowywał się przy seminarium duchownym w Twerze. W 1813 hieromnich Ambroży, wykładowca seminarium przenoszony do pracy w seminarium w Nowogrodzie, zabrał go ze sobą, a następnie opłacał koszty jego nauki w tejże szkole. Dwa lata później rektor Petersburskiej Akademii Duchownej archimandryta Filaret w czasie wizytacji w seminarium zakwalifikował go do grupy słuchaczy, którzy z racji wyróżniających wyników w nauce uzyskali prawo studiów w Akademii na koszt państwa. W 1819 ukończył studia w Petersburskiej Akademii Duchownej, uzyskał tytuł kandydata nauk teologicznych i podjął pracę wykładowcy historii oraz języka francuskiego w seminarium duchownym w Kijowie. W latach 1824–1825 pracował w seminarium duchownym w Orle. W sierpniu 1825, po przyjęciu święceń kapłańskich, podjął służbę w cerkwi św. Jerzego w Bołochowie. Od 1828 był dziekanem i protoprezbiterem. Od 1831 służył w Orle w cerkwi Podwyższenia Krzyża Pańskiego, zaś od 1833 był nadzorcą szkół parafialnych i powiatowych w guberni. 9 grudnia tego samego roku wstąpił do monasteru.
W 1834 został przełożonym monasteru Trójcy Świętej w Bołchowie, równocześnie uzyskując godność archimandryty. W 1835 zwolniony go z funkcji nadzorcy szkół. W roku następnym został przełożonym Monasteru Trubczewskiego, kierując równocześnie nadal monasterem w Bołchowie, następnie został także dziekanem monasterów w eparchii. W roku następnym został przeniesiony do eparchii wołyńskiej. Powierzono mu obowiązki rektora seminarium duchownego w Krzemieńcu oraz przełożonego monasteru św. Jana Miłościwego w Zahajcach Małych. Od 1847 prowadził służbę duszpasterską w Petersburgu. Od 1848 zasiadał w konsystorzu eparchii petersburskiej, został też rektorem seminarium duchownego w Petersburgu, wykładał w nim teologię dogmatyczną. W 1849 przeniesiony do monasteru Świętych Borysa i Gleba w Torżoku.
25 marca 1850 w ławrze św. Aleksandra Newskiego w Petersburgu przyjął chirotonię biskupią z rąk metropolity nowogrodzkiego i petersburskiego Nikanora i innych hierarchów. W eparchii wykonywał różne obowiązki (był członkiem tajnego komitetu ds. cenzury duchownej, przeprowadzał wizytację w seminarium duchownym w Petersburgu, kierował komitetem odpowiedzialnym za budowę monasteru Zmartwychwstania Pańskiego w Petersburgu, zasiadał w komitecie ds. majątku cerkiewnego). W 1856 objął samodzielną katedrę wołogodzką. Eparchią tą kierował przez dziesięć lat, dbając o szkolnictwo cerkiewne i zakładając organ prasowy „Wołogodskije Jeparchialnyje Wiedomosti”. Po odejściu w stan spoczynku w 1866 zamieszkał w monasterze Spaso-Sumorińskim na prawach przełożonego. Tam też zmarł i został pochowany.